# Hubertine Heijermans
Hubertine Heijermans, née à Amsterdam le 8 janvier 1936 et morte à Ollon le 31 juillet 2022, est une artiste peintre et graveuse néerlandaise vivant dans le canton de Vaud en Suisse à partir de 1958.

## Biographie

### Formation
Elle obtient en 1957 une bourse du gouvernement pour étudier à l’Académie royale des beaux-arts d'Amsterdam. Elle rencontre Nils Tellander fin 1958 ; après leur mariage ils s'installent en Suisse dans le quartier Chailly de Lausanne puis à Monnaz-sur-Morges. En 1968, elle s’inscrit pour un stage de trois ans à l’École Américaine Villa Schifanoia à Florence afin d’obtenir le diplôme maîtrise ès arts,,. Swietlan Kraczyna (en), son professeur de gravure, lui trouve en 1970 un appartement et un atelier où elle installe une presse à taille-douce Bendini-Bologna.

### Carrière
En 1972, elle obtient une mention du Premio Brunelleschi honoré par Piero Bargellini, Maire de Florence, pour sa participation avec sept toiles d'une Haïtienne. Au cours de la même année elle retourne en Suisse et y emmène sa presse, qu’elle installe dans son propre atelier « Le Carroz » à Saint-Triphon. Elle fait des eaux-fortes inspirées par la nature et par des sujets tels que l’Abbaye de Salaz et des maisons de la Dîme, de Nyon près de Genève jusqu'à l'Allex de Bex. Par l'usage de plusieurs plaques de la même taille, elle obtient des couleurs et diverses aquatintes.
En 1993 le musée Jenisch à Vevey accepte 50 eaux-fortes dans le Cabinet cantonal des estampes. Au musée de l’Élysée à Lausanne, le directeur Charles-Henri Favrod choisit 45 photogravures à grain réalisées par Heijermans depuis un stage de trois mois au Studio Camnitzer à Valdottavo en Italie durant l'été de 1981. Des photographes et graveurs américains emmenaient des techniques de la photogravure du XIXe siècle vers l'Europe. En Suisse francophone un livre décrit la venue du jeune photographe américain Jon Goodman à Saint-Prex dans l'Atelier de Pietro Sarto. Heijermans s'y rend dans le but d'y faire terminer un tirage, mais se voit refoulée.
Luis Camnitzer tenait, comme Jon Goodman, sa technique de photogravure (étant au bord de l'oubli) du photographe Alfred Stieglitz (1864-1946). Un autre livre édité en 1982 par le Musée de l'Élysée traite du même sujet. Luis Camnitzer était professeur à l'Institut Pratt à New-York. Son œuvre se trouvait déjà au MoMA. Et au Studio Camnitzer, c'est David Finkbeiner qui venait l'assister et à tour de rôle enseigner la photogravure. Il montre la nécessité de l’usage multiple d'aquatintes tout en enseignant la manière noire, la technique de la gravure au sucre ainsi qu'au vernis mou. Camnitzer, de son côté montre que photogravure à grain est l’équivalent d’une photo, exposée en photo-labo à une lampe de forte puissance à peu de distance et durant au moins une demi-heure. Après ce transfert sur une plaque sensibilisée à la lumière celle-ci est imprimée sur une presse à taille-douce comme une eau-forte.
En 1988, on peut constater dans l'œuvre graphique de l'artiste un changement d'état d'âme. Une solitude s'est installée et il est temps d'une introspection[réf. nécessaire]. Une gravure au burin est sous-titrée Déchirure et il y a d'autres témoignages d'introspection, comme un chalet enchainé, pourtant suivi par des œuvres exprimant la survie, tel que le Phénix. Le travail en art graphique d'Hubertine Heijermans et les années passées au laboratoire photographique se situent entre 1972 et 1994.

### Mort
Hubertine Heijermans meurt le 31 juillet 2022 à Ollon, où elle est enterrée le 5 août.

## Expositions
En 1960 a lieu sa première exposition, à Lausanne en Suisse. D’autres ont suivi à Montreux, Vevey, Aigle, Fribourg, Sion et à la Galerie Etraz, Lausanne. Elle expose à Fiesole sur Florence en Italie en 1970 à la Galleria Mazzuchelli à San Domenico di Fiesole, annexe de la Villa Schifanoia.
Entre 1978 et 1986, elle expose à Porrentruy, Villars-sur-Ollon, Bulle, Bex et à l’étranger à Amsterdam, Delft et Leyde.
De 1994 en 1995 ses peintures et œuvres graphiques sont accrochées dans trois salles à Orchard Road, Singapour. En 1997 elle expose à Villeneuve dans la Galerie Coloris-Art et en 1999 à Leysin, en 2004-2006 à Orbe, Yverdon-les-Bains, et Aubonne, dans la Galerie du Clocher. En 2012 se tient une Exposition au Musée Historique du Chablais. En 2015 elle participe à la Galerie 'Mosaico' à Fully en Valais à une exposition collective. 

## Peinture à l’huile
Hubertine Heijermans réalise des portraits d’Emmanuelle Béart, d’Isabelle Adjani et de Carla Bruni, ainsi que des modèles d’Yves Saint Laurent, Dries van Noten, Karl Lagerfeld, Jean-Paul Gaultier et John Galliano.
En 1995-2005, elle passe les hivers en Espagne et peint les amandiers en fleurs et les basiliques de Finestrat et d’Altea. Elle travaille de 2006 à 2015 dans le Languedoc-Roussillon en France après la découverte de plusieurs lieux : le port de Bages, le village de Peyriac, le parc des Dosses et plus au sud le port de Collioure.

## Galerie

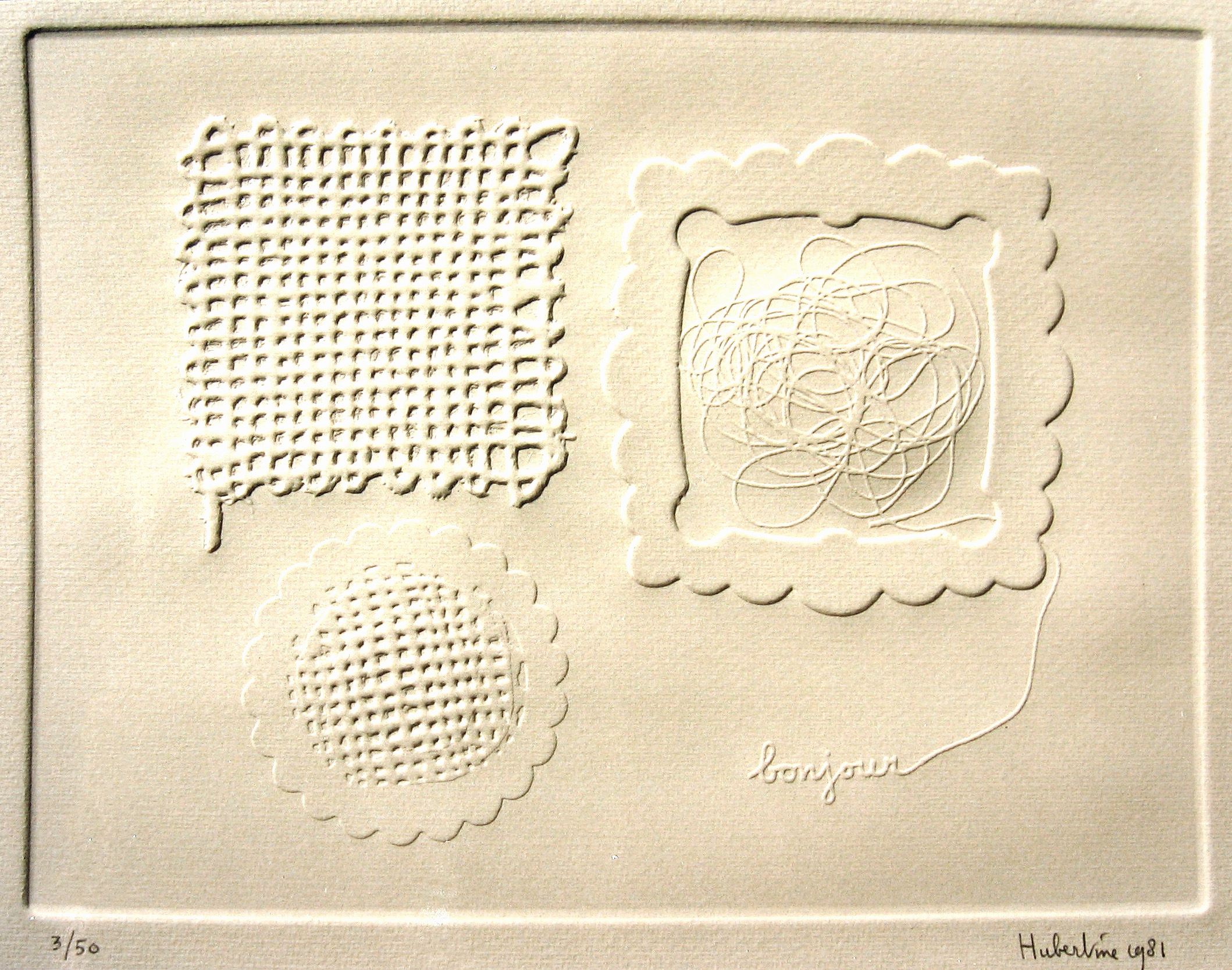
Bonjour, photogravure 1981
Cabane à Villars, photogravure 1984
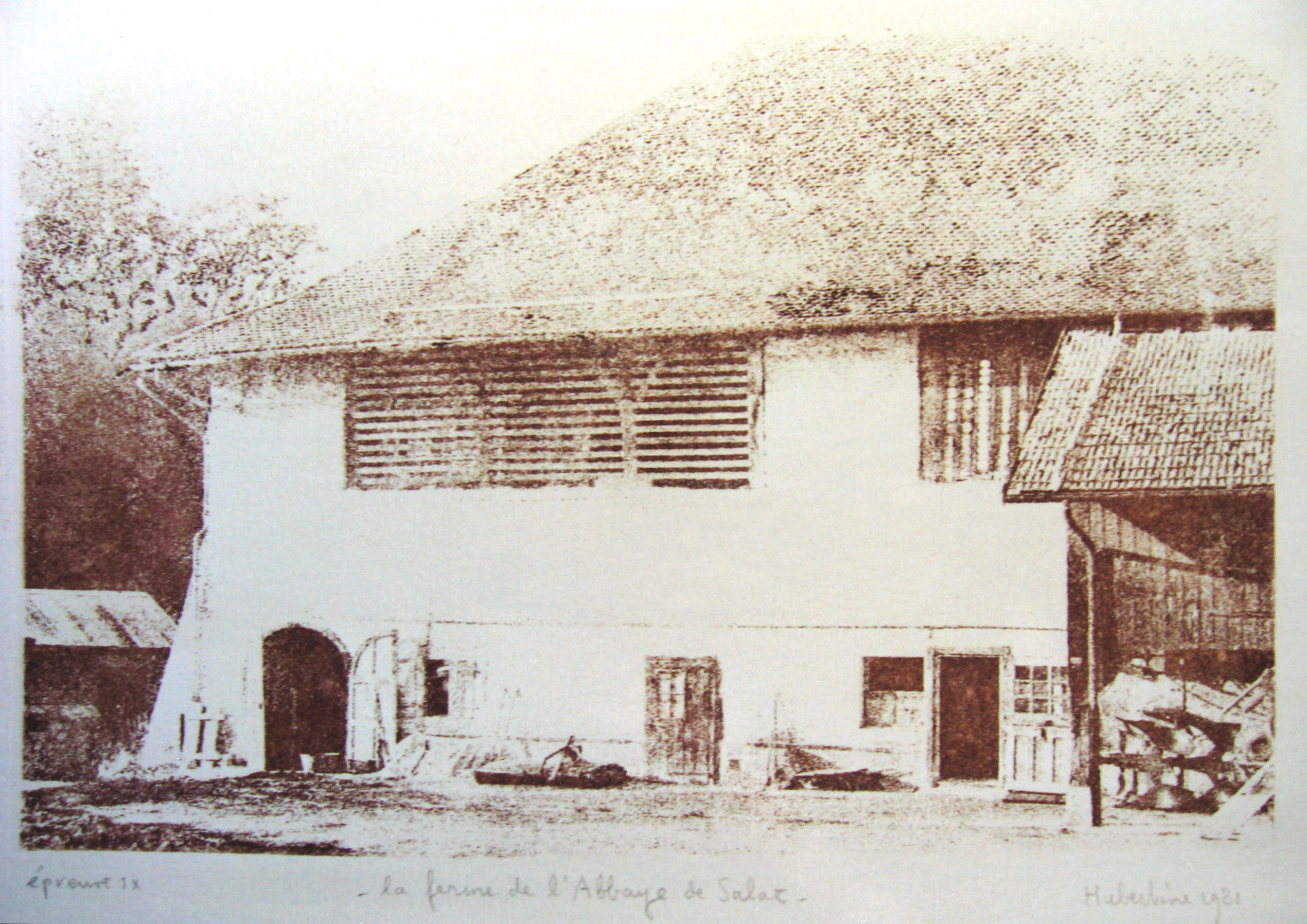
Ferme de l’Abbaye de Salaz, Ollon, photogravure par l’artiste
Col de la Croix presso Villars-sur-Ollon, 1995
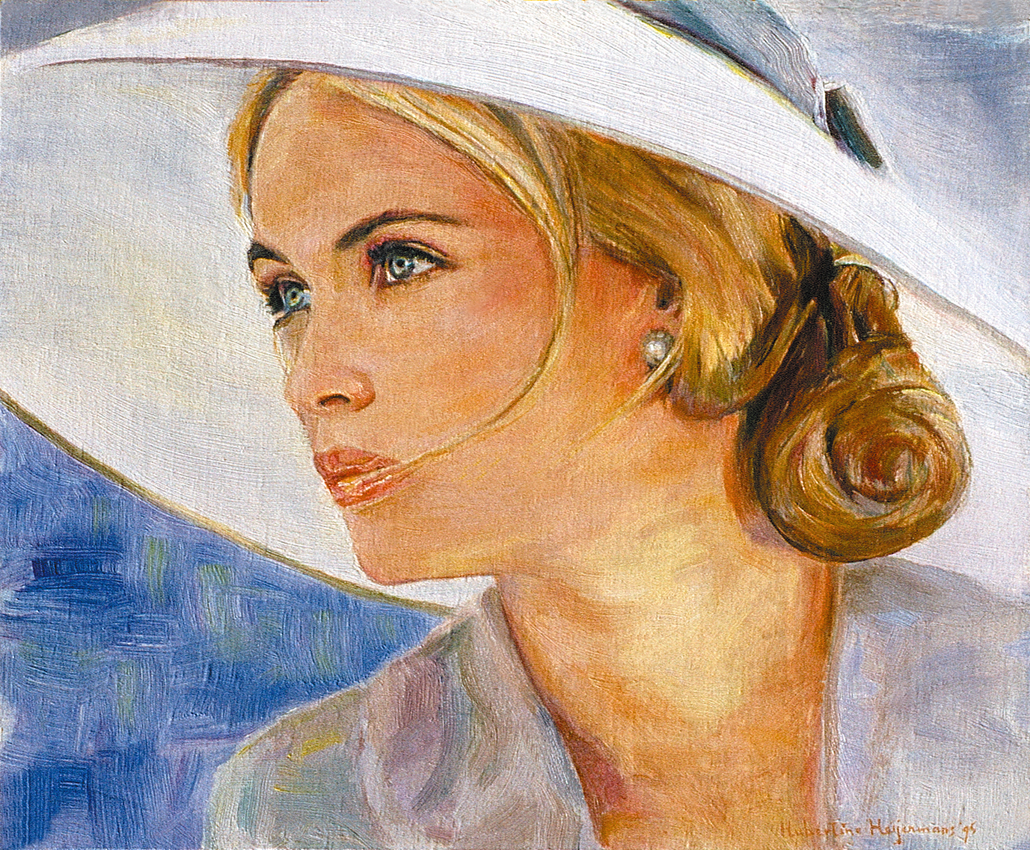
Emmanuelle Béart, 1995
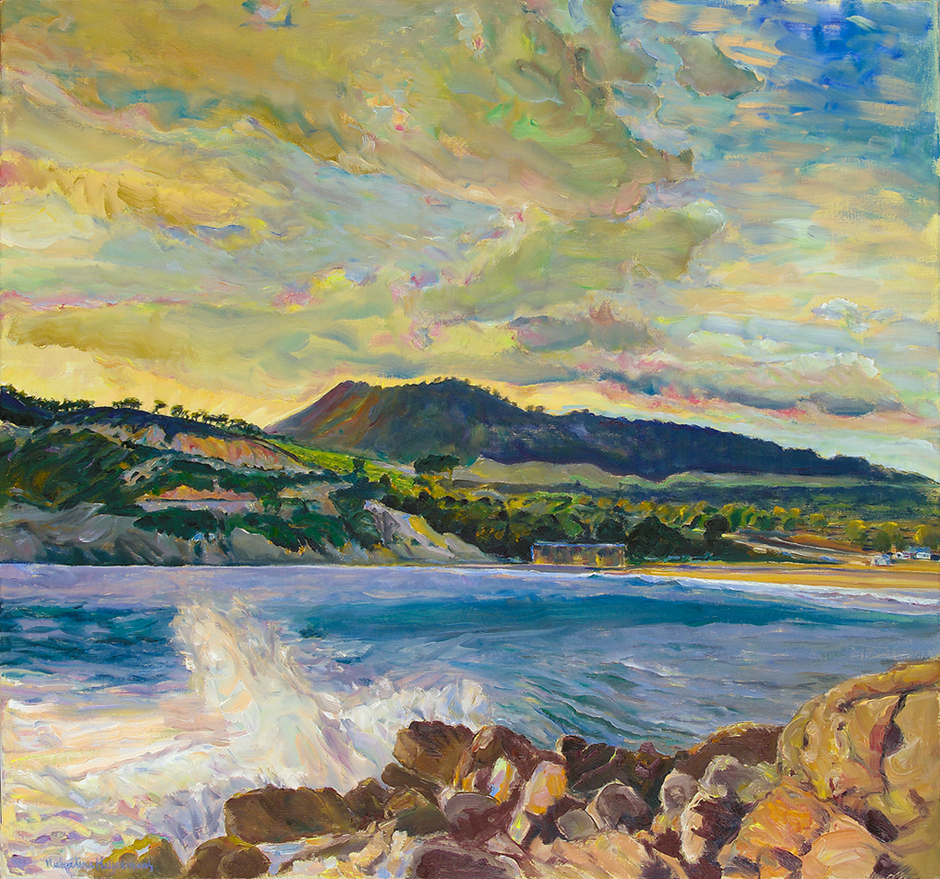
La Cala de Finestrat, Espagne 2003

## Publications
- Monnaz-sur-Morges : survol pittoresque du village : dans la période de 1961-1971, St. Triphon : Atelier Le Carroz, H. Heijermans, 2010, 85 p.  (ISBN 978-2-8399-0683-8) (OCLC 718616914)

## Conservation
- Musée Jenisch, Vevey (Suisse) : 50 eaux-fortes, gravures sur bois et lithographies.
- Museum van Bommel van Dam (en), Venlo (Pays-Bas) : 23 eaux-fortes.
- Musée de l'Élysée, Lausanne : 45 héliogravures ou photogravures.
- Château d'Aigle : gravures sur bois et cuivres gravés.
- Musée historique du Chablais, Vouvry (Valais, Suisse) : 80 gravures, aquarelles et quelques peintures à l'huile.
- Bibliothèque du Musée 'Stedelijk Museum' à Amsterdam, livre 'Parcours d'une artiste-peintre'.